# Gaura jugulară
Gaura jugulară (Foramen jugulare) este o gaură largă neregulată pe baza craniului la capătul posterior al fisurii pietrooccipitale (Fissura petrooccipitalis) lateral de gaura occipitală (Foramen magnum), între osul temporal și osul occipital. Peretele posterior și medial al găurii jugulare este format de incizura jugulară a osului occipital (Incisura jugularis ossis occipitalis), iar peretele anterior și lateral este format de incizura jugulară a osului temporal (Incisura jugularis ossis temporalis). Gaura jugulară este împărțită în două porțiuni (anterioară și posterioară) de două spine osoase: procesul intrajugular al osului occipital (Processus intrajugularis ossis occipitalis) și procesul intrajugular al osului temporal (Processus intrajugularis ossis temporalis).  Porțiune posterioară  a găurii jugulare este mai mare și prin ea trec vena jugulară internă (Vena jugularis interna), nervul accesor [XI] (Nervus accessorius), nervul vag [X] (Nervus vagus), ramurile meningiene a nervului vag (Ramus meningeus nervi vagi), artera meningiană posterioară (Arteria meningea posterior); porțiune anterioară a găurii jugulare este mai mică și prin ea trec nervul glosofaringian [IX] (Nervus glossopharyngeus) și sinusul pietros inferior (Sinus petrosus inferior).